# Список ультрапіків Вест-Індії
Список ультрапіків Вест-Індії — це список всіх 7-ми «ультрапіків» Карибських островів що в Карибському морі з відносною висотою вершини 1500 м і більше.
Список включає вершини з максимальною абсолютною висотою до 3100 м. У список входить всього 1-на вершина (Пік Дуарте), яка належать до 125-ти найвищих «ультра-піків» світу. П'ять з цих ультра-піків розташовані на острові Гаїті (Еспаньйола) та по одному на Ямайці та Кубі.

## Ультрапіки
З семи ультрапіків Карибського басейну три розташовано у Домініканській республіці, два — на Гаїті та по одному на Ямайці та Кубі.
| № | Гора        | Регіон   | Острів (хребет}     | Висота (м) | Відносна висота (м) | Ізоляція (км) | Координати                                                          |
| - | ----------- | -------- | ------------------- | ---------- | ------------------- | ------------- | ------------------------------------------------------------------- |
| 1 | Пік Дуарте  | Домініка | о. Гаїті (Сентраль) | 3098       | 3098                | 940,5         | 19°01′23″ пн. ш. 70°59′53″ зх. д. / 19.0230° пн. ш. 70.9981° зх. д. |
| 2 | Пік ла-Селл | Гаїті    | о. Гаїті            | 2680       | 2650                | 126,6         | 18°21′36″ пн. ш. 71°58′35″ зх. д. / 18.3601° пн. ш. 71.9764° зх. д. |
| 3 | Блу-Маунтін | Ямайка   | о. Ямайка           | 2256       | 2256                | 272,6         | 18°02′47″ пн. ш. 76°34′44″ зх. д. / 18.0465° пн. ш. 76.5788° зх. д. |
| 4 | Пік Макая   | Гаїті    | о. Гаїті            | 2347       | 2087                | 216,6         | 18°22′59″ пн. ш. 74°01′32″ зх. д. / 18.3830° пн. ш. 74.0256° зх. д. |
| 5 | Пік Туркино | Куба     | о. Куба (Маестра)   | 1974       | 1974                | 216,8         | 19°59′23″ пн. ш. 76°50′10″ зх. д. / 19.9898° пн. ш. 76.8360° зх. д. |
| 6 | Ґажо-Медіо  | Домініка | о. Гаїті (Де-Нейба) | 2279       | 1779                | 56,9          | 18°38′09″ пн. ш. 71°31′19″ зх. д. / 18.6358° пн. ш. 71.5219° зх. д. |
| 7 | Ла-Бандера  | Домініка | о. Гаїті (Сентраль) | 2842       | 1502                | 43,4          | 18°48′44″ пн. ш. 70°37′36″ зх. д. / 18.8123° пн. ш. 70.6267° зх. д. |

## Галерея

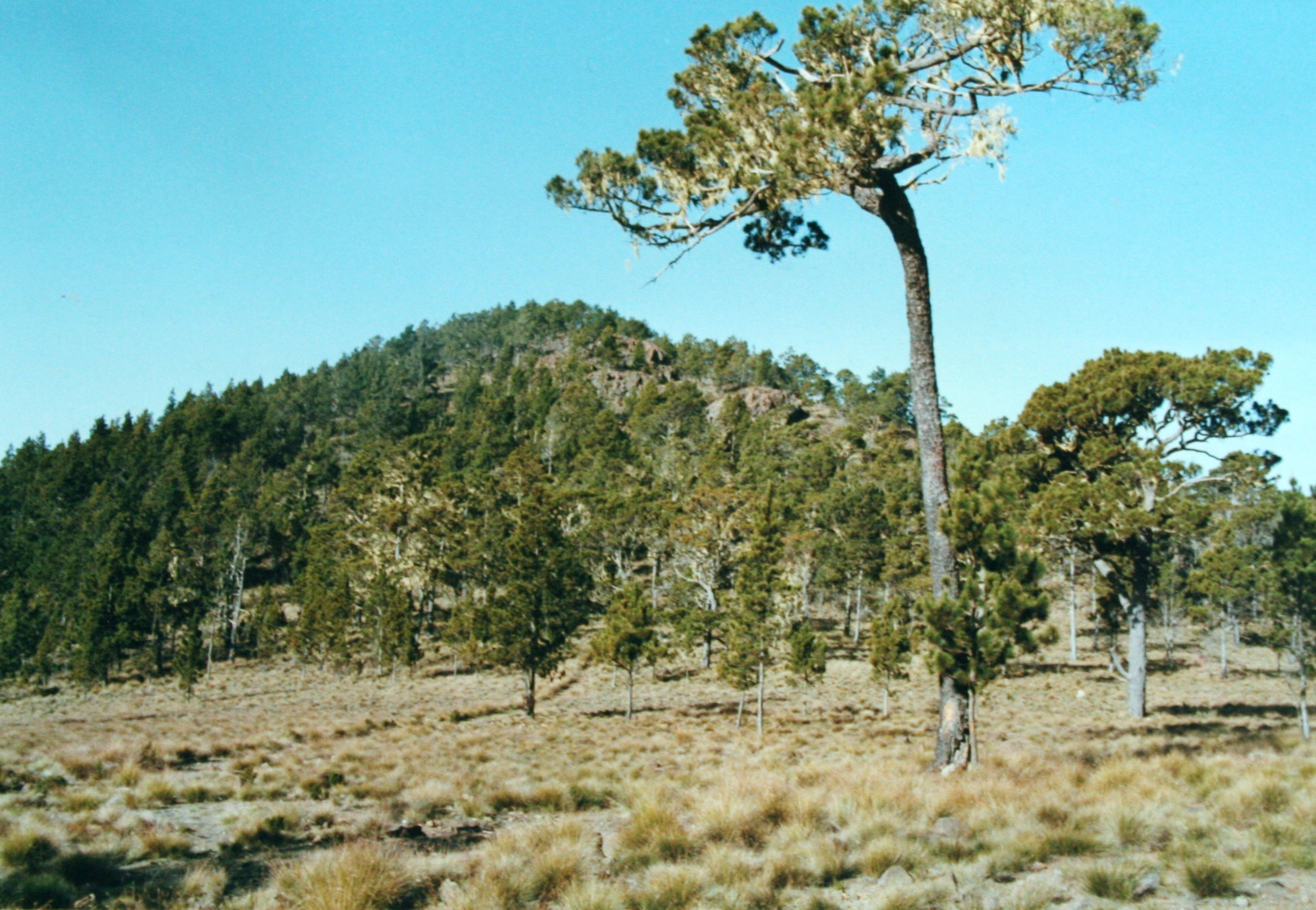
Пік Дуарте, Домініка
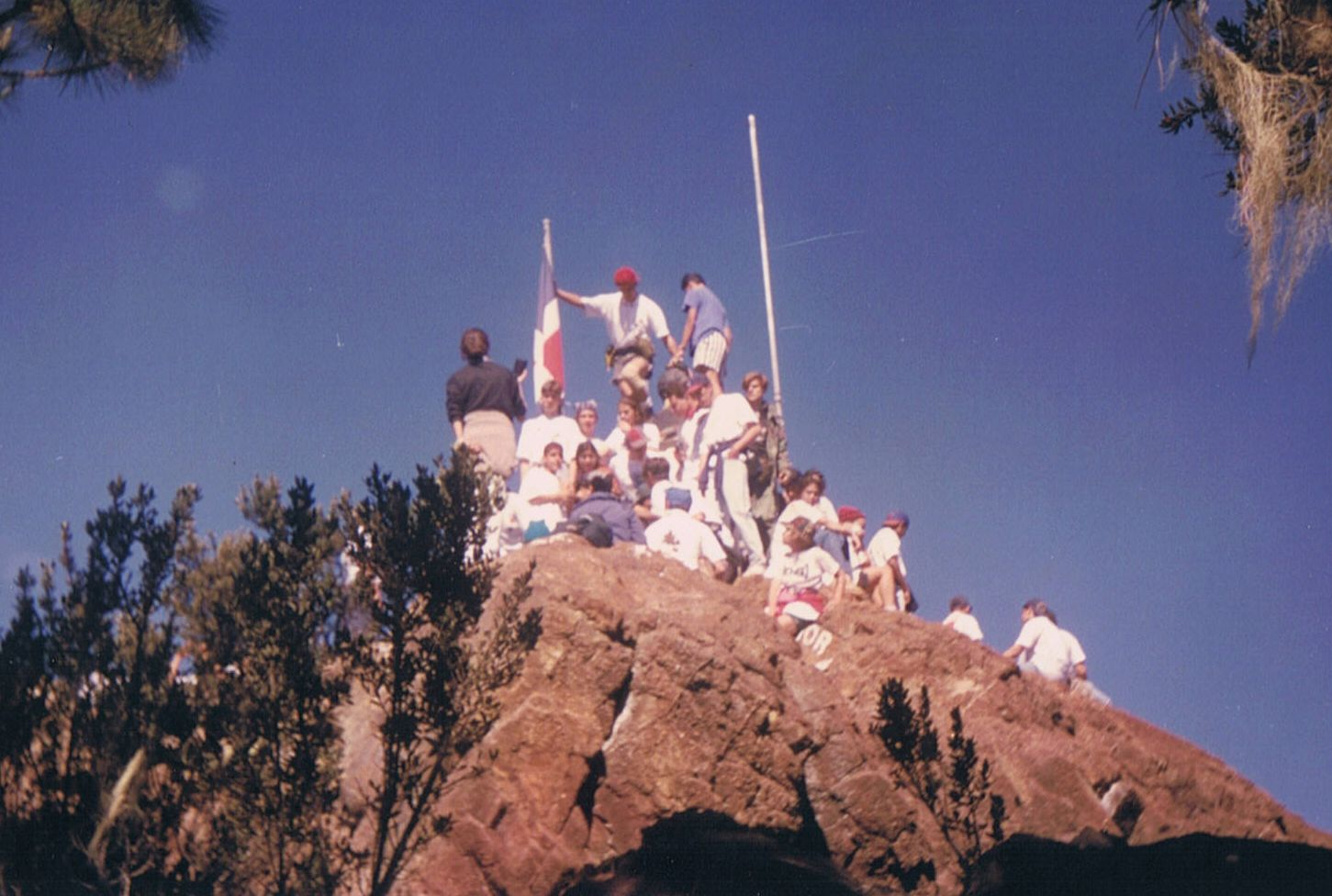
Альпіністи на вершині Піку Дуарте
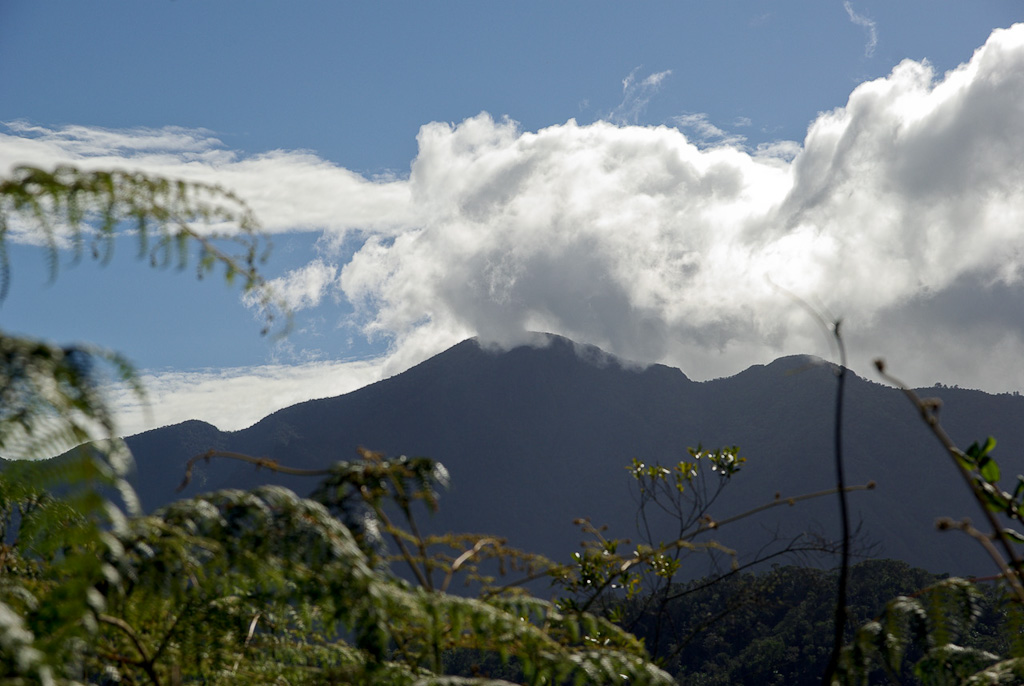
Пік Туркино, Куба
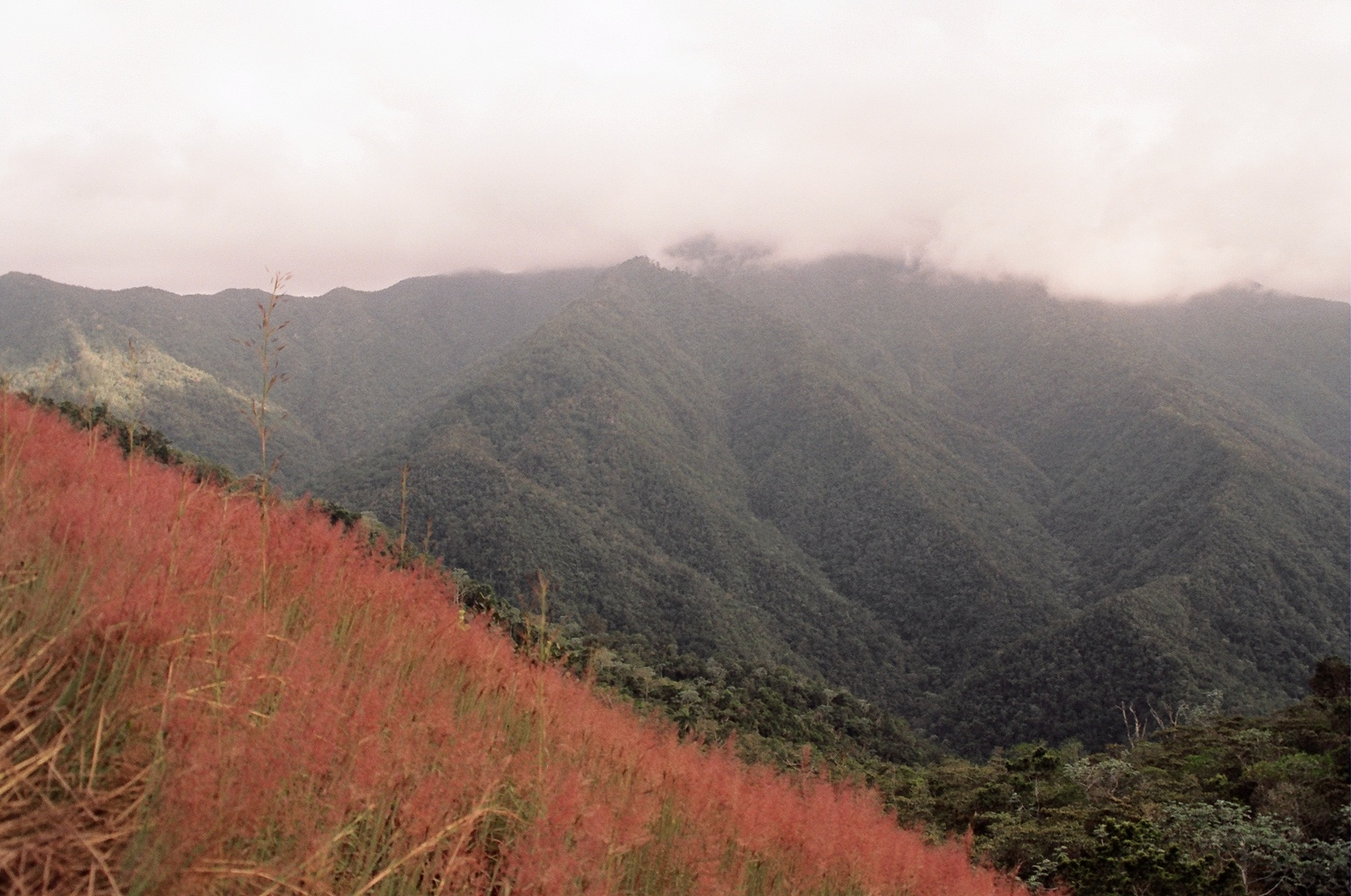
Пік Туркино покритий хмарами